# Stellaria filicaulis
Stellaria filicaulis är en nejlikväxtart som beskrevs av Tomitaro Makino. Stellaria filicaulis ingår i släktet stjärnblommor, och familjen nejlikväxter. Inga underarter finns listade i Catalogue of Life.